# Pinus latteri
Pinus latteri Mason – gatunek drzewa iglastego z rodziny sosnowatych (Pinaceae). Sosna ta pochodzi z południowo-wschodniej Azji. Jest blisko spokrewniona z sosną Merkusa (Pinus merkusii), w starszych opracowaniach włączana do tego gatunku.

## Rozmieszczenie geograficzne
Pinus latteri występuje w Chinach (południowy zachód prowincji Guangdong, południe Kuangsi, wyspa Hajnan), Kambodży, Laosie, Tajlandii, Wietnamie i południowo-wschodniej Mjanmie. Pochodzenie chińskich populacji w Guangdong i na wyspie Hajnan jest niepewne, dopuszcza się możliwość, że zostały sztucznie wprowadzone.

## Morfologia
PokrójDrzewo o otwartej koronie, z gałęziami poziomymi do wzniesionych. U młodych drzew korona jest stożkowata, z wiekiem staje się zaokrąglona.
PieńDorasta do 30-45(65) m wysokości (do 30 m i 2 m średnicy). Kora u podstawy pnia szorstka, szaro-brązowa, głęboko spękana, formuje małe, zaokrąglone płytki. W górze pnia jest cienka i łuskowata. Pąki zimowe są brązowe i cylindryczne.
LiścieIgły wyrastają po 2 na krótkopędach, sztywne, dosyć smukłe, o długości 19–27 cm (15–27 cm długości i 1,5 cm średnicy).
SzyszkiSzyszki żeńskie wyrastają pojedynczo lub w parach, osadzone są na krótkich szypułkach (do 1 cm długości). Osiągają 6,5–13 cm długości. Przed otworzeniem są podłużnie stożkowate, z zaokrągloną podstawą, zielone. Dojrzewając brązowieją i osiągają kolor pomarańczowo-brązowy. Łuski nasienne są duże, z apofyzą płaską u podstawy, a wydatną poprzecznie przy wierzchołku. Nasiona są średnie lub małe, szaro-brązowe, o długości 10 mm (5–8 na 4 mm), opatrzone długim skrzydełkiem (1,7–2 cm).
Gatunki podobnePodobną sosnę Merkusa (Pinus merkusii) można odróżnić po krótszych (do 25 cm) i węższych (do 1 mm) igłach oraz mniejszych szyszkach z cieńszymi łuskami. Nie wytwarza także formy trawiastej w początkowej fazie wzrostu. Wysuszone igły z jednego krótkopędu ważą poniżej 90 mg, podczas gdy u P. latteri 100–200 mg.

## Biologia i ekologia
Pochewki liściowe są trwałe. W liściu znajdują się dwie wiązki przewodzące i dwa kanały żywiczne (środkowe). Linie aparatów szparkowych widoczne są na wszystkich stronach liścia. W jednym roku drzewo przyrasta o jeden okółek rozgałęzień.
Zapylenie (anemogamia) następuje w marcu-kwietniu. Nasiona dojrzewają w październiku drugiego roku.
Sosna Lattera występuje na wzgórzach i płaskowyżach od poziomu morza do 900 m n.p.m. (poniżej 1200 m n.p.m.), zazwyczaj na otwartych stanowiskach, niższych niż sympatryczna Pinus kesiya.
Jest gatunkiem przystosowanym do przetrwania przyziemnych pożarów lasu, dzięki wytwarzaniu tzw. formy trawiastej.

## Systematyka i nomenklatura
Synonimy: Pinus ikedai Yamam., P. tonkinensis A. Chev., P. merkusii var. tonkinensis (A. Chev.) Gaussen ex N.-S. Bui, P. merkusii var. latteri (Mason) Silba, P. merkusii subsp. latteri (Mason) D. Z. Li, P. merkusiana Cooling & Gaussen nom. inval.
Pozycja gatunku w obrębie rodzaju Pinus:
- podrodzaj Pinus
  - sekcja Pinus
    - podsekcja Pinus
      - gatunek P. latteri

Gatunek został opisany przez amerykańskiego misjonarza i przyrodnika Francisa Masona w 1849 r. Przez długi czas traktowany był jako synonim P. merkusii, później uznany za odrębny gatunek, blisko spokrewniony z sosną Merkusa.
Epitet gatunkowy nazwy łacińskiej latteri pochodzi od nazwiska kapitana Lattera, odkrywcy, który pełniąc funkcję nadinspektora lasów regionu Tenasserim (obecnie Mjanma), miał według przypuszczeń Masona jako pierwszy Europejczyk zobaczyć tę sosnę w jej rodzimym siedlisku. Obserwacje Lattera przyczyniły się do opisania gatunku. Wcześniejsza wiedza ograniczała się do ogólnych informacji o tym, że na brzegach rzeki Saluin rosną drzewa z rodziny sosnowatych.

## Zagrożenia i ochrona
W 1997 r. międzynarodowa organizacja IUCN umieściła ten gatunek w Czerwonej księdze gatunków zagrożonych, przyznając mu kategorię zagrożenia R (Rare, rzadki), zaś w 1998 kategorię LR/nt (Lower risk/near threatened – niższego ryzyka/bliski zagrożenia). W 2010 roku utrzymano tę klasyfikację w nowej kategoryzacji jako NT (Near Threatened, bliski zagrożenia). Trend zmian liczebności populacji jest malejący, głównie w wyniku trwającej eksploatacji drewna i żywicy oraz przekształcania siedlisk leśnych w grunty rolne. Działania te powodują fragmentację populacji.
W Wietnamie pozyskiwanie drewna i żywicy to główne zagrożenia dla populacji górskich, podczas gdy na niższych wysokościach podstawowym problemem jest pozyskiwanie gruntów na potrzeby rolnictwa. W 2004 roku oszacowano, że stan krajowych populacji wskazuje na wyższy stopień zagrożenia niż całego gatunku i przyznano mu w kraju status EN (gatunek zagrożony). Naturalnym populacjom w Laos także zagraża wycinka i żywicowanie. Podobnie sytuacja wygląda w Kambodży i Tajlandii, gdzie wiele stanowisk P. latteri zostało wyciętych jako źródło drewna lub uszkodzonych przez zbieranie żywicy, a grunty przeznaczane są pod uprawy. W 2004 roku w Kambodży uznano gatunek za priorytetowo wymagający działań ochronnych.

## Zastosowanie
Pinus latteri stanowi źródło drewna na potrzeby ogólnobudowlane, do budowy mostów i wyrobu instrumentów. Stanowi źródło żywicy. Z jej kory można pozyskiwać taninę, a z liści terpentynę.